# 龙街苗族彝族乡
龙街苗族彝族乡是中华人民共和国云南省昭通市彝良县下辖的一个民族乡。

## 行政区划
龙街苗族彝族乡下辖以下村级行政区划单位：
龙街村、恒底村、长炉村、尖山村、龙洞村、银坪村、坪子村、梭嘎村、元宝村、窝铅村、卓基村和内武村。